# Кемін (комуна)
Кемін (рум. Cămin) — комуна у повіті Сату-Маре в Румунії. До складу комуни входить єдине село Кемін.
Комуна розташована на відстані 460 км на північний захід від Бухареста, 31 км на захід від Сату-Маре, 135 км на північний захід від Клуж-Напоки.

## Населення
У 2009 році у комуні проживали 1348 осіб.